# Sărutul (film)

Sărutul este un film românesc din 1965 regizat de Lucian Bratu. Rolurile principale au fost interpretate de actorii Graziela Albini, Emanoil Petruț și Maria Cupcea.

## Distribuție
Distribuția filmului este alcătuită din:
- Graziela Albini -	Saveta
- Emanoil Petruț -	Petre
- Maria Cupcea -	Maria

## Producție
Scenariul literar, Sărutul de dimineață, s-a bazat pe romanul Ieșirea din Apocalips de Alecu Ivan Ghilia.
Filmările au avut loc între 22 februarie – 25 iunie 1964, cele exterioare în zona Suceava, cele interioare la Buftea. Cheltuielile de producție s-au ridicat la 3.700.000 lei. 

## Primire
Filmul a fost vizionat de ___ de spectatori în cinematografele din România, după cum atestă o situație a numărului de spectatori înregistrat de filmele românești de la data premierei și până la data de 31 decembrie 2014 alcătuită de Centrul Național al Cinematografiei.